# R145
R145 (HD 269928) là ký hiệu phổ sao trong Tinh vân Tarantula trong Đám Mây Magellan Lớn nằm trong chòm sao Dorado. Cả hai thành phần nằm trong số sáng nhất được biết.

## Quan sát

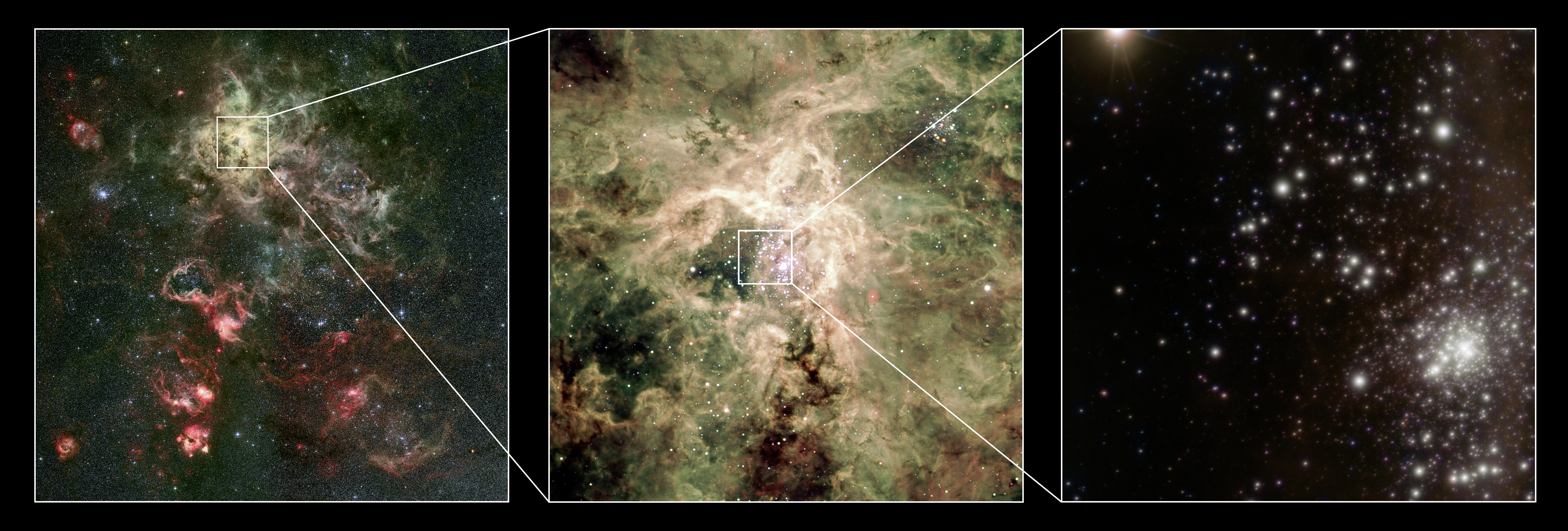
Phóng to vào vùng NGC 2070. R145 là ngôi sao bị cô lập sáng ở bên trái của hộp ở giữa bảng điều khiển.

R145 được liệt kê trong Danh mục Henry Draper với độ lớn ảnh 11.8. Loại phổ được cho là O, sau đó bao gồm tất cả các loại sao nóng hiển thị các đường phát xạ. Nó được bao gồm trong tập Henry Draper Extension đầu tiên được xuất bản vào năm 1925.
Năm 1960, R145 được đưa vào Danh mục Radcliffe Magellanic của những ngôi sao sáng nhất trong Đám Mây Magellan Lớn với một loại phổ WN6-7 không chắc chắn. Các ngôi sao trong danh mục được đề cập đến bằng từ viết tắt RMC và số mục nhập danh mục của chúng, hoặc chỉ R với số.
Trong danh mục đầu tiên của LMC Sao Wolf-Rayet s, R145 được liệt kê là số 90 với loại phổ WN7. Các ngôi sao trong danh mục này được gọi bằng chữ viết tắt Brey sau tác giả Breysacher. Trong danh mục thứ tư được xuất bản năm 1999, nó được liệt kê là BAT99-119.
Trong cuộc khảo sát FLAMES Rất lớn Kính viễn vọng xuất bản năm 2011, R145 đã được chỉ định là VFTS 695. Nó được đưa ra loại phổ WN6h để nhận ra rằng nó giữ lại một lượng lớn hydro trong khí quyển của nó. Nó cũng được công nhận rằng có một ngôi sao sáng thứ hai trong hệ thống nhưng một loại phổ không thể được xác định cho nó.
Trong năm 2016, quỹ đạo và các thông số vật lý của hai ngôi sao được tính toán từ dữ liệu khảo sát FLAMES.

## Hệ thống
R145 là hệ thống nhị phân phổ kép hai mặt với chu kỳ quỹ đạo là 159 ngày. Hai ngôi sao có một quỹ đạo lập dị với sự tách biệt khác nhau từ ít hơn một AU đến gần tám AU. Chúng gần giống như vận tốc quỹ đạo và do đó có khối lượng rất giống nhau. Giá trị chính xác phụ thuộc vào độ nghiêng của mặt phẳng quỹ đạo. Độ nghiêng của quỹ đạo R145 được tính bằng polarimetry là 39 °. Tại độ nghiêng nhỏ này, lỗi chính thức của 6 ° chuyển thành các biên sai đáng kể trong khối lượng. Ước tính khối lượng của hai ngôi sao bằng các phương pháp khác cho giá trị lớn hơn, cho thấy độ nghiêng có thể nhỏ hơn 39 °.

## Thành phần
Thành phần chính của R145 được chỉ định là ngôi sao thống trị quang phổ với các đường phát xạ rộng mạnh. Nó là một ngôi sao Wolf-Rayet WN6h với nhiệt độ khoảng 50.000 K. Mặc dù nó có một loại phổ WR, nó là một ngôi sao tương đối trẻ mà vẫn có khoảng 40% hydro trong khí quyển của nó. Sự tăng cường khí quyển của helium và nitơ gây ra bởi sự đối lưu mạnh mẽ và sự mất mát lớn gây ra bởi độ sáng cao và có thể do quay nhanh.
Thành phần thứ cấp thực sự nhẹ hơn và sáng hơn so với sơ cấp. Nó có nhiệt độ thấp hơn khoảng 43.000 K và kích thước lớn hơn ở 26 R☉. Bolometric của nó. Loại phổ của nó được đưa ra là O3.5If . Độ sáng cân bằng của mỗi ngôi sao lớn hơn mặt trời gấp hai triệu lần.
Khối lượng của phần chính và phụ được xác định từ quỹ đạo tính toán là 53 M☉ và 54 M☉ tương ứng, nhưng chúng phụ thuộc mạnh vào độ nghiêng quỹ đạo chính xác và cả hai khối lượng có thể ở đâu đó giữa 23 M☉ và 94 M☉. Tính toán khối lượng phổ và tiến hóa cho thấy hai khối lượng đều gần 80 M☉. Sau đó, độ tuổi của các ngôi sao khoảng 2,2 triệu năm và khối lượng ban đầu của chúng là 105 M☉ và 90 M☉.